# E스포츠 스타크래프트 브루드 워 명예의 전당

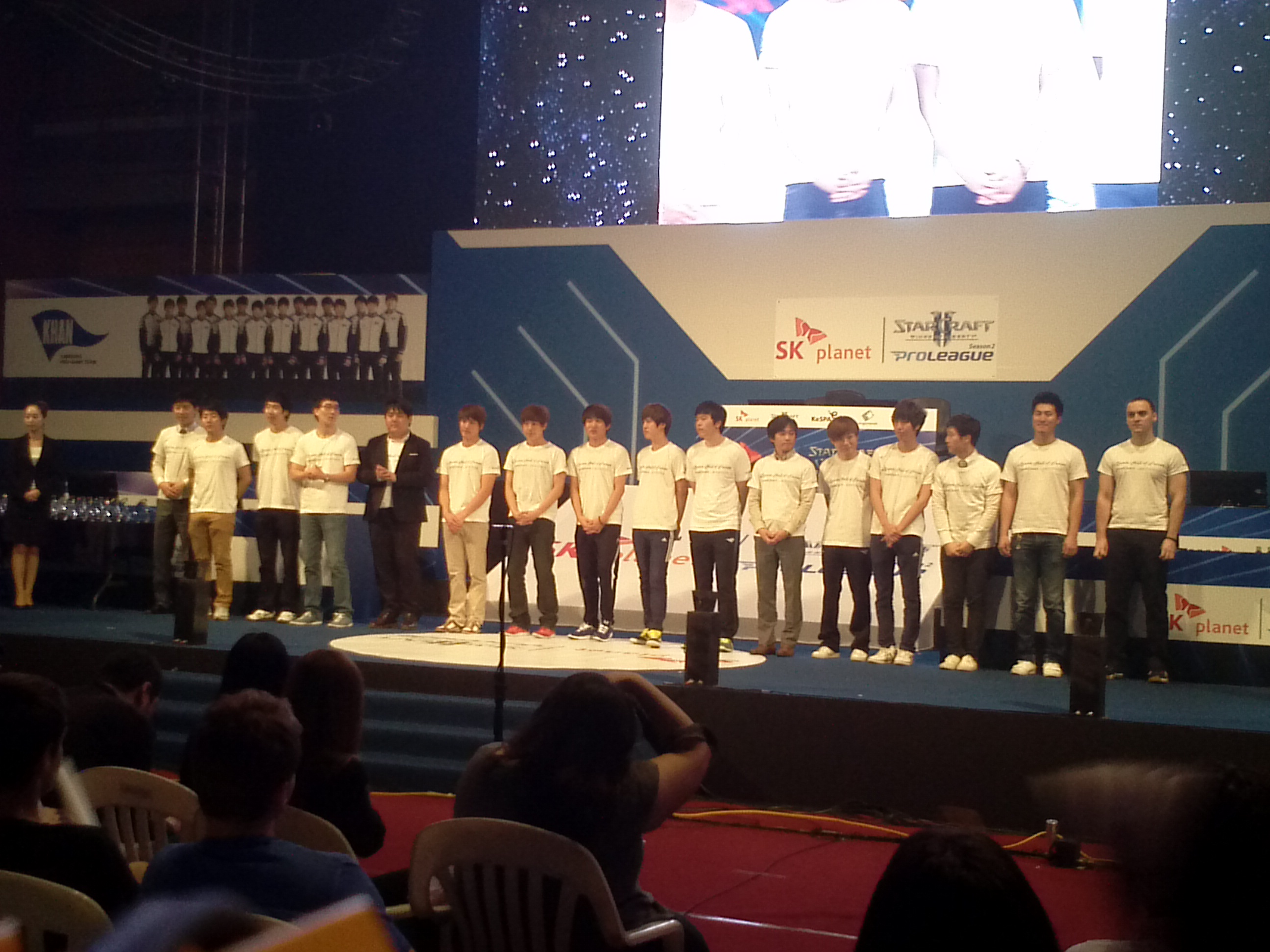
E스포츠 스타크래프트 브루드 워 명예의 전당 선수들

e스포츠 스타크래프트 브루드 워 명예의 전당은 2012년 8월 한국e스포츠협회가 제정한 모임이다.
SK플래닛 스타크래프트 II 프로리그 시즌 2를 끝으로 역사 속으로 완전히 사라지는 스타크래프트: 브루드 워 공식 리그를 기념하는 뜻에서 그 동안 브루드 워 리그에서 활약한 프로게이머들을 재조명하기 위해 제정되었다.
명예의 전당에 등극한 프로게이머들은 2012년 9월 22일 감사패 증정과 함께 핸드 프린팅식을 진행하였다. 또한 추후 e스포츠전용 경기장이 설립되면 Hall of Fame 기념관에 선수들의 핸드프린팅과 유니폼, 마우스 등 기념물들을 기증받아 전시될 예정이다.

## 입상 절차
- 1차 심사: 1999년 10월 시작된 개인리그 준우승 이상을 기록했거나 프로리그 정규시즌에서 다승 10위 이내 기록을 3년 이상 보유한 전/현직 스타크래프트 브루드 워 프로게이머를 후보로 선정.

- 2차 심사 : 1차 심사를 통과한 51명의 후보들을 대상으로 팬 투표를 시행, 각 후보 별 찬반 투표를 통해 팬들의 의견에서 60% 이상의 찬성을 얻은 선수들이 2차 심사 통과.

- 최종 심사 : 2차 심사를 통과한 선수들 중 기자, 해설진 등 e스포츠 관계자들로 구성된 심사위원단의 최종 심사를 통해 명예의 전당에 입성할 선수가 결정됨.

## 명예의 전당 입상자
| 종족     | 이름        | 스타리그 우승, 준우승 기록 | MSL 우승, 준우승 기록  | 개인리그 10-10 클럽 달성 여부 | 국제대회 수상 기록 | 프로리그 수상 기록                                                      | e스포츠대상 수상 기록                       | KeSPA 랭킹 최고순위 | 공식전 전적 (명예의 전당 기록 기준) |
| -------- | ----------- | -------------------------- | ---------------------- | ----------------------------- | --- | ----------------------------------------------------------------------- | ------------------------------------------- | ------------------- | ----------------------------------- |
| 테란     | 임요환      | 2회 우승, 4회 준우승       | 1회 우승               | ○                             | 2001 WCG GF 금메달, 2002 WCG GF 금메달                                                                                       | 올스타전 MVP 1회                                                        | 없음                                        | 1위                 | 총 477전 256승 221패 (승률 54%)     |
| 테란     | 이윤열      | 3회 우승, 1회 준우승       | 3회 우승, 3회 준우승   | ○                             | 2005 CKCG 준우승, 2006 IEF 우승, 2006 WEF 준우승, 2008 블리즈컨 준우승                                                       | 정규시즌 다승왕 2회                                                     | 올해의 테란 최우수상 1회                    | 1위                 | 총 653전 390승 263패 (승률 60%)     |
| 테란     | 최연성      | 2회 우승                   | 3회 우승               | ×                             | 우승, 2006 WEF 스타크래프트 부문 준우승, 2006 WCG GF 금메달, 2006 IEF 스타크래프트 부문 준우승                               | 신인상, 정규시즌 다승왕 1회, 결승전 MVP 1회                             | 올해의 선수상 1회, 올해의 테란 최우수상 1회 | 1위                 | 총 367전 224승 143패 (승률 61%)     |
| 테란     | 서지훈      | 1회 우승                   | 없음 (최고성적 : 3위)  | ○                             | 2004 WCG GF 금메달 | 없음                                                                    | 없음                                        | 2위                 | 총 456전 257승 199패 (승률 56%)     |
| 테란     | 이영호      | 3회 우승, 1회 준우승       | 3회 우승, 1회 준우승   | ○                             | 2009 실내 아시안 게임 금메달, 2010 WCG GF 금메달                                                                             | 정규시즌 다승왕 4회, 정규시즌 MVP 3회, 결승전 MVP 2회                   | 올해의 선수상 2회, 올해의 테란 최우수상 4회 | 1위                 | 총 583전 412승 171패 (승률 71%)     |
| 테란     | 정명훈      | 1회 우승, 4회 준우승       | 없음 (최고성적 : 3위)  | ×                             | 2009 실내 아시안 게임 은메달                                                                                                 | 결승전 MVP 1회                                                          | 없음                                        | 1위                 | 총 400전 252승 148패 (승률 63%)     |
| 저그     | 홍진호      | 2회 준우승                 | 3회 준우승             | ×                             | 2002 WCG GF 은메달, 2005 블리즈컨 우승, 2006 블리자드 WWI 준우승                                                             | 올스타전 MVP 1회                                                        | 없음                                        | 2위                 | 총 507전 279승 228패 (승률 55%)     |
| 저그     | 조용호      | 2회 준우승                 | 1회 우승, 1회 준우승   | ○                             | 없음 | 없음                                                                    | 없음                                        | 1위                 | 총 431전 245승 186패 (승률 57%)     |
| 저그     | 박성준      | 3회 우승, 2회 준우승       | 없음 (최고성적 : 8강)  | ×                             | 2006 WCG GF 은메달 | 정규시즌 다승왕 1회, 정규시즌 MVP 1회                                   | 올해의 저그 최우수상 1회                    | 1위                 | 총 468전 265승 203패 (승률 57%)     |
| 저그     | 박태민      | 없음 (최고성적 : 3위)      | 1회 우승               | ×                             | 2000 WCGC 금메달, 2001 WCG GF 동메달                                                                                         | 결승전 MVP 1회                                                          | 없음                                        | 2위                 | 총 379전 198승 181패 (승률 52%)     |
| 저그     | 이제동      | 3회 우승, 1회 준우승       | 2회 우승, 3회 준우승   | ○                             | 2009 WCG GF 금메달, 2010 WCG GF 동메달                                                                                       | 신인상, 정규시즌 다승왕 2회, 정규시즌 MVP 2회                           | 올해의 선수상 2회, 올해의 저그 최우수상 3회 | 1위                 | 총 626전 419승 207패 (승률 67%)     |
| 프로토스 | 박정석      | 1회 우승, 1회 준우승       | 2회 준우승             | ×                             | 2005 블리즈컨 준우승, 2006 IEST 우승                                                                                         | 정규시즌 다승왕 1회, 팀플전 다승왕 1회                                  | 없음                                        | 4위                 | 총 502전 258승 244패 (승률 51%)     |
| 프로토스 | 기욤 패트리 | 1회 우승                   | 없음 (최고성적 : 16강) | ×                             | 1999 블리자드 월드 챔피언십 토너먼트 우승, 2003 WCG GF 동메달                                                                | 없음                                                                    | 없음                                        | 16위                | 총 77전 42승 35패 (승률 55%)        |
| 프로토스 | 김동수      | 2회 우승                   | 없음 (최고성적 : 16강) | ×                             | 없음 | 없음                                                                    | 없음                                        | 10위                | 총 60전 32승 28패 (승률 53%)        |
| 프로토스 | 강민        | 1회 우승, 1회 준우승       | 1회 우승, 1회 준우승   | ×                             | 2006 블리자드 WWI 우승, 2007 블리즈컨 준우승                                                                                 | 정규시즌 다승왕 2회, 정규시즌 MVP 2회, 결승전 MVP 1회                   | 없음                                        | 2위                 | 총 393전 226승 167패 (승률 58%)     |
| 프로토스 | 박용욱      | 1회 우승                   | 1회 준우승             | ×                             | 2006 WEF 스타크래프트 부문 3위                                                                                               | 결승전 MVP 1회                                                          | 없음                                        | 4위                 | 총 275전 145승 130패 (승률 53%)     |
| 프로토스 | 오영종      | 1회 우승, 1회 준우승       | 없음 (최고성적 : 16강) | ×                             | 없음 | 정규시즌 다승왕 2회, 정규시즌 MVP 1회, 결승전 MVP 1회                   | 올해의 프로토스 최우수상 1회                | 3위                 | 총 352전 171승 181패 (승률 49%)     |
| 프로토스 | 송병구      | 1회 우승, 3회 준우승       | 1회 준우승             | ○                             | 2007 WCG GF 금메달, 2008 WCG GF 은메달, 2009 WCG GF 은메달, 2008 IEF 준우승, 2009 IEF 우승, 2010 IEF 준우승, 2011 IEF 준우승 | 정규시즌 다승왕 1회, 정규시즌 MVP 1회, 결승전 MVP 1회                   | 올해의 신인상, 올해의 프로토스 최우수상 1회 | 1위                 | 총 613전 369승 244패 (승률 60%)     |
| 프로토스 | 김택용      | 없음                       | 3회 우승, 1회 준우승   | ○                             | 2007 블리자드 WWI 우승, 2007 IEF 우승, 2008 IEF 우승, 2010 IEF 우승, 2011 IEF 우승, 2009 WCG GF 동메달                       | 정규시즌 다승왕 1회, 정규시즌 MVP 2회, 결승전 MVP 1회, 올스타전 MVP 1회 | 올해의 프로토스 최우수상 3회                | 1위                 | 총 552전 359승 193패 (승률 65%)     |
| 프로토스 | 허영무      | 2회 우승                   | 2회 준우승             | ×                             | 2008년 블리즈컨 스타크래프트 부문 3위                                                                                        | 없음                                                                    | 올해의 프로토스 최우수상 1회                | 2위                 | 총 369전 205승 164패 (승률 56%)     |

1. 기욤패트리, 박용욱, 김동수는 2차 심사 당시 팬 투표에서 60% 이상의 찬성을 얻지는 못했지만 최종 심사위원단 회의에서 스타크래프트 리그의 발전과 e스포츠 진흥에 기여한 공헌도를 인정받아 명예의 전당 명단에 포함됨.[5]
2. 모든 기록은 명예의 전당 선정 당시의 기준으로 기록 됨.